# Matthew Pinsent
Matthew Clive Pinsent (Holt, 10 de octubre de 1970) es un deportista británico que compitió en remo, cuatro veces campeón olímpico, diez veces campeón mundial y doble ganador de la Regata Oxford-Cambridge.
Participó en cuatro Juegos Olímpicos de Verano, obteniendo en total cuatro medallas de oro, una en Barcelona 1992 (dos sin timonel), otra en Atlanta 1996 (dos sin timonel), otra en Sídney 2000 (cuatro sin timonel) y la última en Atenas 2004 (cuatro sin timonel).
Ganó doce medallas en el Campeonato Mundial de Remo entre los años 1989 y 2002. Además, con el bote de la Universidad de Oxford ganó la Regata Oxford-Cambridge en 1990 y 1991.
Fue el abanderado de su país en la ceremonia de apertura de los Juegos de Sídney 2000. Estudió Geografía en la Universidad de Oxford.
En 2005 fue nombrado caballero comendador de la Orden del Imperio Británico (KBE). Ese mismo año recibió la Medalla Thomas Keller de la FISA.

## Palmarés internacional
| Juegos Olímpicos   | Juegos Olímpicos              | Juegos Olímpicos  | Juegos Olímpicos   |
| Año                | Lugar                         | Medalla           | Prueba             |
| ------------------ | ----------------------------- | ----------------- | ------------------ |
| 1992               | Barcelona (España)            | Medalla de oro    | Dos sin timonel    |
| 1996               | Atlanta (Estados Unidos)      | Medalla de oro    | Dos sin timonel    |
| 2000               | Sídney (Australia)            | Medalla de oro    | Cuatro sin timonel |
| 2004               | Atenas (Grecia)               | Medalla de oro    | Cuatro sin timonel |
| Campeonato Mundial |                               |                   |                    |
| Año                | Lugar                         | Medalla           | Prueba             |
| 1989               | Bled (Yugoslavia)             | Medalla de bronce | Cuatro con timonel |
| 1990               | Tasmania (Australia)          | Medalla de bronce | Dos sin timonel    |
| 1991               | Viena (Austria)               | Medalla de oro    | Dos sin timonel    |
| 1993               | Račice (República Checa)      | Medalla de oro    | Dos sin timonel    |
| 1994               | Indianápolis (Estados Unidos) | Medalla de oro    | Dos sin timonel    |
| 1995               | Tampere (Finlandia)           | Medalla de oro    | Dos sin timonel    |
| 1997               | Aiguebelette (Francia)        | Medalla de oro    | Cuatro sin timonel |
| 1998               | Colonia (Alemania)            | Medalla de oro    | Cuatro sin timonel |
| 1999               | St. Catharines (Canadá)       | Medalla de oro    | Cuatro sin timonel |
| 2001               | Lucerna (Suiza)               | Medalla de oro    | Dos sin timonel    |
| 2001               | Lucerna (Suiza)               | Medalla de oro    | Dos con timonel    |
| 2002               | Sevilla (España)              | Medalla de oro    | Dos sin timonel    |